# Dave Wyndorf
David "Dave" Albert Wyndorf (28 oktober 1956) is de leadzanger, gitarist en songwriter van de Amerikaanse stonerrockband Monster Magnet. Hij is de frontman en het enig overgebleven originele lid van de band.

## Biografie

### Jeugd
Geboren op 28 oktober 1956 in Red Bank (New Jersey), waar hij ook zou opgroeien, is Wyndorf één van acht kinderen uit een lager-middenklasse katholieke familie. In zijn jonge leven werd hij sterk beïnvloed door de platencollectie van zijn oudere broer, door het zien van een UFO met zijn moeder en twee zusters, en door het bezoeken van een Hawkwind-concert in New York. Ook ontdekte hij comic books, stripboeken, iets wat hem tot op de dag van vandaag ideeën blijft verschaffen voor zijn liedjes. Wyndorf verloor zijn maagdelijkheid op zijn dertiende. Op zijn veertiende begon Wyndorf wiet te verkopen, en tegen de tijd dat hij 20 was gebruikte hij LSD en cocaïne op regelmatige basis. Ook seks en drugs komen regelmatig terug in zijn songs. Later werd hij alcoholist. Wyndorf stopte met drugs en drank in 1995.
Phil Caivano vroeg Wyndorf als tiener om de leadzanger in zijn middelbare school-band, Hard Attack, te worden. De naam van de band werd al snel veranderd in Shrapnel, een glam-, punk- en powerpopband die zich kleedde in legercamouflage, zong over vechten in Vietnam en woeste theatertechnieken gebruikte op het podium. De groep speelde in de legendarische punk club CBGB in New York, bracht een single uit, en produceerde een naar zichzelf genoemde LP op Elektra Records in 1984 voordat ze uit elkaar gingen. Shrapnel wordt nu beschouwd als een kleine legende onder fans van hardcore punk.

### Eerste jaren als lid van Monster Magnet
Na het uiteenvallen van Shrapnel, leerde Wyndorf zichzelf gitaar spelen. Hij pakte een fuzzbox op en begon liedjes te schrijven als hommage aan de met distorsie-gevulde rock waarvan hij hield toen hij jonger was. Wyndorf begon zijn liedjes op te nemen en ze uit te brengen op cassette onder de naam Love Monster; sommige van deze tunes werden later nummers van Monster Magnet. Wyndorf ontdekte een lokale band genaamd Dog of Mystery, een experimentele noiseband met als frontman drummer en vocalist Tim Cronin en gitarist John McBain. Wyndorf werd gevraagd om gitaar te spelen met Dog of Mystery voor een aantal van hun live shows. Een opeenvolgende groep van musici -inclusief een sax speler- kwam en ging. De band werd compleet met Joe Calandra en Jon Kleiman als zijn ritme sectie.
De band onderging een aantal naamswijzigingen, inclusief Wrath of the Bull God en Airport '75, alvorens te settelen op Monster Magnet, een naam ontleend aan een stuk speelgoed dat in Wyndorfs bezit was geweest als kind. Monster Magnet ontwikkelde een geluid dat zwaar leunde op feedback en schreeuwende vocalen. Toen zij openden voor de alternatieve rockband Jane's Addiction in Trenton, New Jersey, speelde Monster Magnet een 45-minuten durende instrumentale versie van een nummer waarvan onbekend is of het nu Black Sabbaths "Paranoid" of Grand Funk Railroads nummer met dezelfde naam was. Na het horen van deze jam, benaderde een hippie-roadie Wyndorf en beschreef hun muziek als "drug-rock"; die beschrijving bleef plakken.
Toen Tim Cronin besloot zich terug te trekken als zanger van Monster Magnet, werd Wyndorf hun leadzanger en ritmegitarist; Cronin bleef in de band als residerend consultant en lichtshowtechnicus.

### Kortdurend commercieel succes
Gedurende het grootste gedeelte van de jaren negentig, worstelden Wyndorf en zijn band met de zoektocht naar commercieel succes, wat moeilijk te verkrijgen viel vanwege hun minder modieuze retro-rockstijl. Dit veranderde in 1998, toen Dave een 21 dagen durende reis naar Las Vegas, Nevada ondernam, waar hij de inspiratie vandaan haalde om de nummers te schijven voor Powertrip, wat Monster Magnets doorbraak album zou worden. Zijn leven dat volgde op het uitbrengen van Powertrip was zijn inspiratie voor God Says No, uitgebracht in 2000, wat commercieel flopte.

### Monolithic Baby!
Wyndorf reisde naar Los Angeles, Californië om te werken aan de soundtrack van de film Torque, die in zijn geheel door hem gecomponeerd werd. Tijdens zijn verblijf in Los Angeles, vond hij inspiratie voor Monolithic Baby!, Monster Magnets 2004 album.

### Drugs overdosis en herstel
Op 27 februari 2006 nam Dave een overdosis aan voorgeschreven medicijnen (in het Amerikaans 'drugs'). Een aankomende Europese tour voor Monster Magnet werd vervolgens geannuleerd. Zijn management bracht de volgende verklaring uit:
De strijd met een mens zijn eigen innerlijke demonen is de meest persoonlijke strijd die ieder van ons kan ondernemen. Het gevecht is op tijden een eenzame, verwarrende reis. In de avond van 27 februari leed Dave Wyndorf aan een tegenslag in zijn eigen gevecht en werd opgenomen in het ziekenhuis als gevolg van een overdosis medicijnen. Zijn volledige herstel wordt verwacht. Wij vragen al die mensen die hij over de jaren heeft ontmoet of simpelweg geraakt door zijn muziek een moment te nemen om goede gedachten over en voor hem te denken. Bij de gratie van God en zij die van hem houden hebben wij allen het vertrouwen dat Dave zal terugbuigen van zijn tegenslag en zal doorgaan met het spelen en maken van grootse Rock en Roll.
Meer dan een jaar later, in september, 2007, sprak Wyndorf met de in het Verenigd Koninkrijk gevestigde muziek journalist Dave Ling over zijn overdosis. Volgens Wyndorf begon alles omdat hij niet kon slapen op tournee. In plaats van om hulp vragen van een psycholoog, liet hij zich door dokters angst-onderdrukkers voorschrijven, die hij regelmatig begon te gebruiken. Hij zegt dat deze medische hulp zijn psychische problemen alleen voor korte tijd liet verdwijnen, om daarna verhevigd terug te komen. Zich erg zwak voelend op een dag, consumeerde hij een vol flesje slaappillen, wat de overdosis veroorzaakte.

### 4-Way Diablo
Na zijn overdosis begon Wyndorf te werken aan Monster Magnets nieuwste album, 4-Way Diablo, dat werd uitgebracht in november 2007. In sommige nummers van het album probeert hij de luisteraar deelgenoot te maken van zijn 'nasty' ervaring. Andere tracks tonen zijn optimisme en laten zien dat hij zich weer gezond voelt.
Na het uitbrengen van 4-Way Diablo gaf Wyndorf aan dat hij plannen had om de studio in te gaan om een nog niet onthuld project op te nemen. Wyndorf zei dat hij niet meer zo blij was om zoveel te toeren, en dat hij zijn creativiteit wilde toepassen op de dingen waar hij wel blij van wordt: muziek, opnemen en schrijven. Hij liet een intentie zien om weer te toeren, maar blijkbaar nadat hij een nieuw album heeft uitgebracht.
In juni 2008 speelde Monster Magnet op diverse Europese festivals, in totaal 6 shows. In het najaar van 2008 keerden zij terug in Europa om nog 35 data te spelen, met Phil Caivano terug in de band. Van 4-Way Diablo werd geen nummer gespeeld.

## Mening over drugs
Wyndorf gelooft niet dat drugs een inspiratie zijn voor muziek. Volgens hem is denken dat drugs een ingang tot creativiteit zijn, hetzelfde als geloven in een mythe. Hij heeft verklaard dat hij nooit nummers heeft geschreven op drugs en dat hij denkt dat kunstenaars die dat hebben gedaan, betere muziek zouden hebben gemaakt als ze niet gecomponeerd hadden terwijl ze drugs gebruikten. In een interview in 1995 verklaarde Wyndorf dat het legaliseren van hallucinogene paddenstoelen in Amerika een slecht idee zou kunnen zijn omdat "Amerikanen al zo lang onderdrukt zijn, dat ze de neiging zouden hebben het te misbruiken wanneer hen een dergelijke vrijheid werd gegeven".
- International Standard Name Identifier: 0000 0000 5802 9413
- Library of Congress Control Number: no00031442
- MusicBrainz: 75a19e95-5563-4182-9905-1e82738ad0fe
- Nationale Bibliotheek van Tsjechië: xx0199644
- Virtual International Authority File: 79965371